# بقينا اتنين (مسلسل)
بقينا اتنين هو مسلسل مصري يعرض في رمضان 1445 هـ / 2024 تدور الأحداث في إطار كوميدي درامي، يتناول العمل قصة امرأة مطلقة تتحدى نظرة المجتمع لها، ومحاولة التصدي لتأثير قرار الانفصال عليها وعلى أولادها الشباب، وكذلك طليقها.

## قصة المسلسل
تدور أحداث مسلسل "بقينا اتنين" في إطار اجتماعي لايت ممزوج بالكوميديا، حول تأثيرات الانفصال بعد سنوات طويلة من الزواج، في ظل وجود أبناء في مرحلة الشباب، وانعكاس الأمر نفسيا على كافة أطراف الأسرة. تحكي الأحداث علاقة زوجين يمتلكان شركة للدعاية والإعلان، وهما شريف منير ورانيا يوسف، يدخلان في خلافات زوجية عديدة، تنتهي، وتتوالى الأحداث.

## طاقم التمثيل
- شريف منير
- رانيا يوسف
- عمرو وهبة
- تامر فرج
- مروة عبد المنعم
- ميمي جمال
- يوسف عثمان
- عزت زين
- ياسر الطوبجي
- عمر زكريا
- نانسي هلال
- نوران ماجد
- تقي حسام
- إدوارد
- طارق عبد العزيز
- زياد الشرقاوى

## فريق العمل
- إنتاج: كي ميديا برودكشن، كريم أبو ذكري، محمد محسن
- تأليف: أماني التونسي
- إخراج: طارق رفعت

## روابط خارجية
- بقينا اتنين على موقع قاعدة بيانات الأفلام العربية